# Vàlvula de camisa

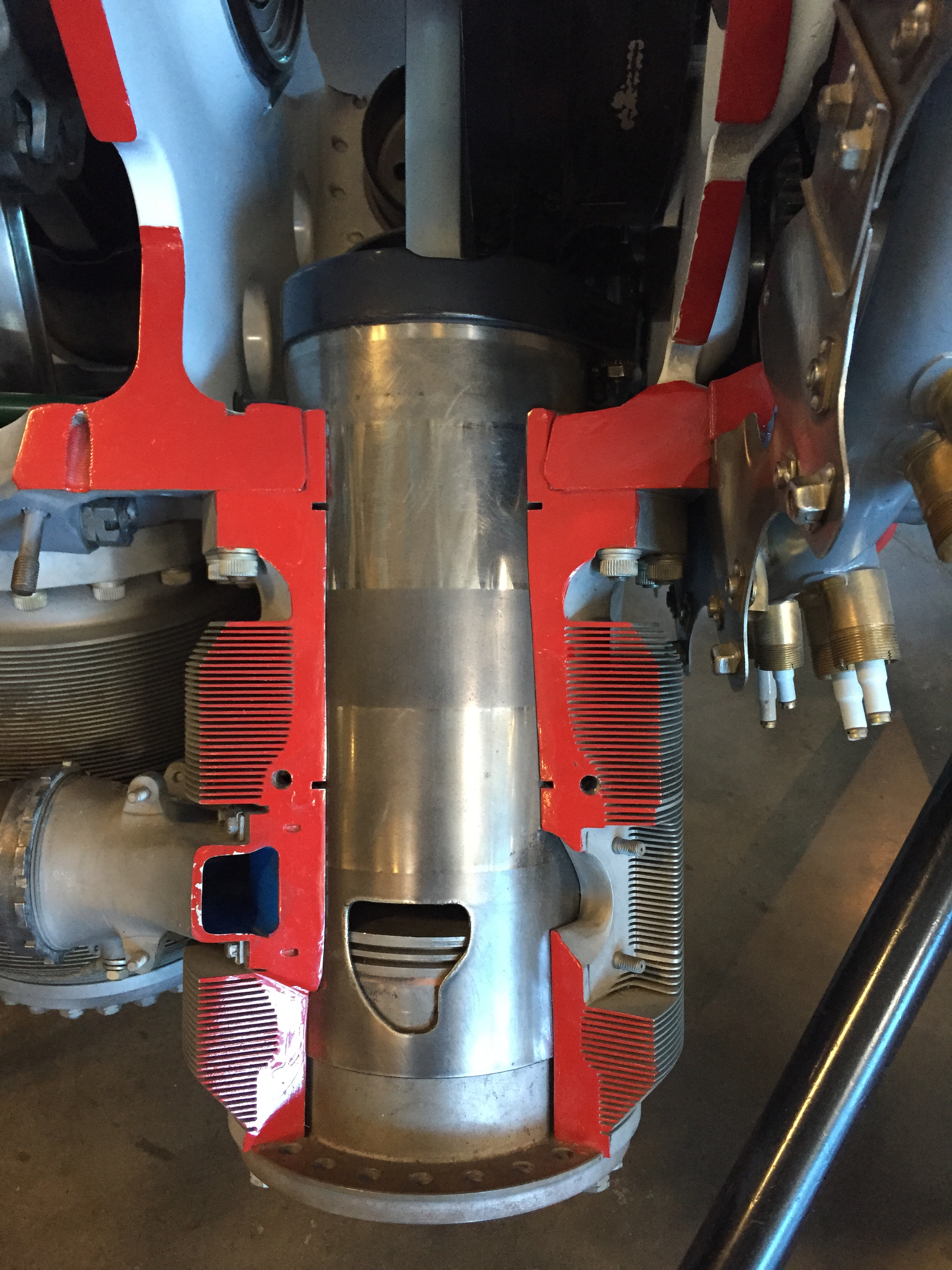
Vista de prop d'una vàlvula de camisa en un pistó

La vàlvula de camisa, o també vàlvula de camisa corredissa, és un tipus de mecanisme de vàlvula per a motors de pistons, diferent de la més coneguda vàlvula de seient.
Van tenir algun ús en actuacions de luxe i esportius en el període previ a la Segona Guerra Mundial. Els automòbils i camions lleugers de Willys-Knight; les actuacions de luxe de la Daimler britànica, les franceses Avions Voisin, Panhard i Peugeot, i la belga Minerva, també van usar el sistema de doble màniga Willys-Knight.
Hi ha dos tipus bàsics de vàlvula de camisa corredissa: el sistema de C. I. Knight, que va ser el que es va patentar primer, amb dues camises concèntriques amb moviment alternatiu desfasat, mogudes per bieletes, que descobreixen i tapen les lluernes d'admissió i escapament, i el sistema desenvolupat independentment pels enginyers J. H. K. McCollum i P. Burt, que ho van patentar amb poc temps de diferència, i que té una única camisa que fa un moviment combinat d'ascens-descens i gir parcial, mitjançant un dispositiu situat a la seva base, sistema molt més eficient, capaç d'aconseguir altes rpm, i amb un consum d'oli lubrificant i emissió de fums molt menors que els motors sistema Knight. El sistema de J. McCollum necessitava moltes millores per ser viable, però en haver-se patentat amb antelació al de P. Burt, la companyia escocesa Argyll, pionera en el desenvolupament d'aquests motors SSV (per les seves sigles en anglès: Single Sleeve-Valve), va preferir adquirir ambdues patents. Argyll va construir els primers prototips de motors amb aquest tipus de distribució cap a 1909, i la presentació oficial del seu automòbil modelo 25/50 que portava un motor amb distribució per camisa corredissa única va tenir lloc l'octubre de 1911.
Aquest tipus de motors alternatius es va deixar d'usar gradualment (els motors sistema Knight, abans encara) a causa dels avanços en els combustibles i la tecnologia de les vàlvules de seient (refrigerades per sodi), i per la seva tendència a cremar quantitats considerables d'oli, o a agarrar-se a causa de la falta d'ell. El sistema de corredissa única Burt-McCollum, molt més simple i eficient, després d'un extens desenvolupament va tenir un ús considerable en motors d'avió dels 1940, com el Napier Sabre, el Bristol Hercules i el Centaurus, només superats pels motors de reacció.

## Descripció

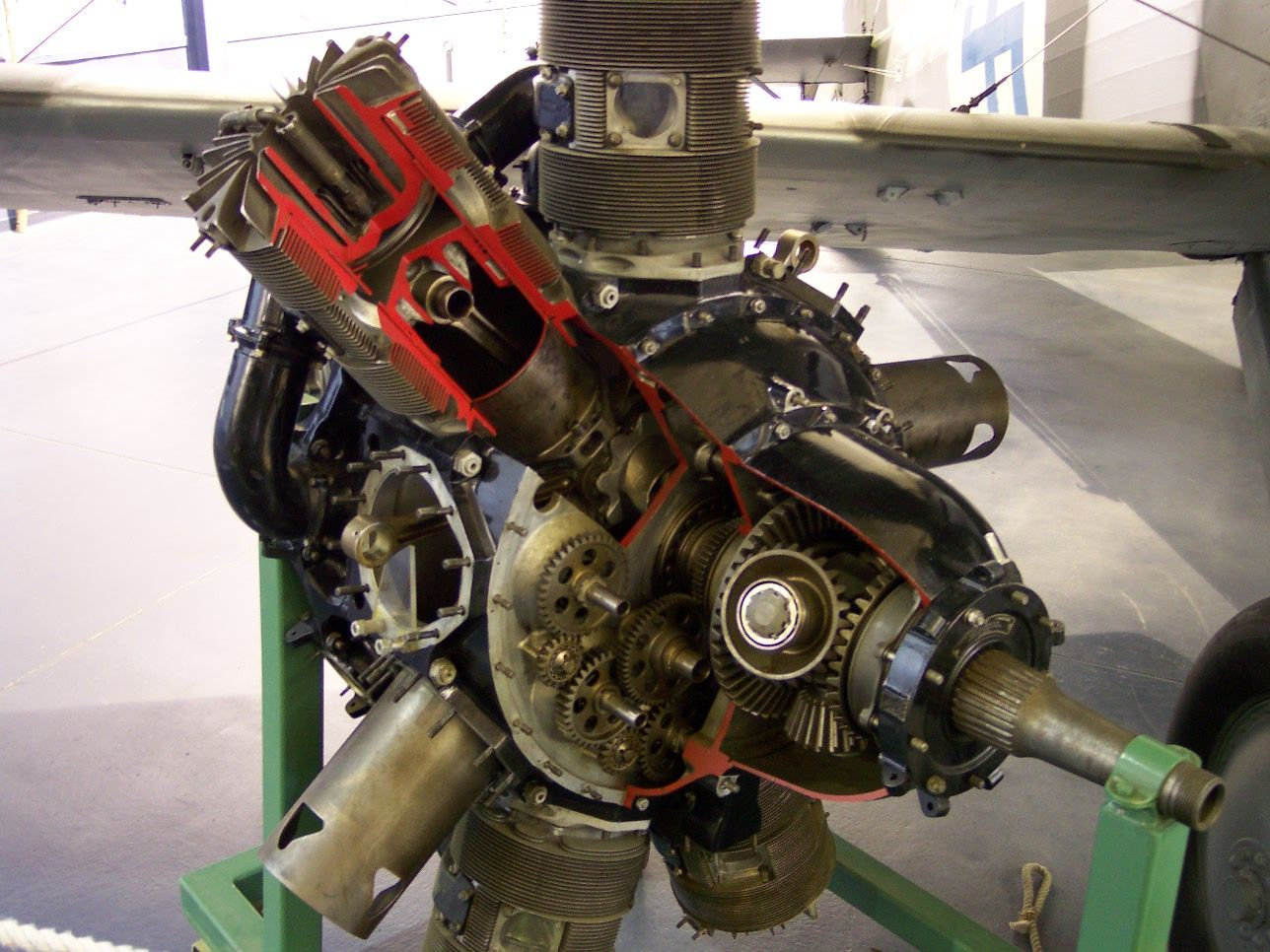
Motor radial aeronàutic Bristol Perseus, seccionat mostrant els seus components; són clarament visibles les vàlvules de camisa.

Una vàlvula de camisa corredissa consisteix en una o més camises mecanitzades amb forats o lluernes en posició adequada, que se situen entre el pistó i la paret del cilindre, on giren i/o es llisquen per fer coincidir els seus forats amb les lluernes d'admissió i escapament del cilindre al moment apropiat del cicle del motor (veure cicle Otto).

### Tipus de vàlvules de camisa
La primera vàlvula de corredissa reeixida va ser patentada per Charles Yale Knight, consistia en dues camises concèntriques que pujaven i baixaven alternativament, descobrint o tapant les lluernes d'admissió i escapament, mogudes per unes bieletes, lliscant-se una camisa dins de l'altra. Es va usar en alguns automòbils de luxe, però tenien un alt consum d'oli, que millorava amb l'ús, en dipositar-se carbonissa en les camises, la qual cosa millorava l'estanquitat.
La vàlvula de camisa corredissa de Burt-McCollum, utilitzada per l'empresa escocesa Argyll per als seus vehicles, i més tard adoptada per la Bristol per als seus motors radials d'aviació, era una sola camisa que girava sincronitzada amb un eix col·locat a 90° de l'eix del cilindre. La vàlvula Burt-McCollum era mecànicament més simple i robusta, i tenia l'avantatge addicional de consumir menys oli (comparada amb altres dissenys de vàlvules de camisa), conservant al mateix temps la relació entre la cambra de combustió i les lluernes del sistema del motor Knight.
Un petit nombre de dissenys utilitzaven una camisa en la culata de cilindre, en lloc de fer-ho en el cos del cilindre, donant un perfil més "clàssic" comparat amb els motors amb vàlvules de seient tradicionals. Aquest disseny tenia l'avantatge de no contenir el pistó a l'interior de la vàlvula, encara que en els fets sembla haver tingut poc valor pràctic. Com a desavantatge, aquest sistema limita la grandària de les lluernes de la culata, mentre que les vàlvules de camisa situades en el cilindre poden tenir obertures de grandària molta major.

## Avantatges i Desavantatges

### Avantatges
Els principals avantatges dels motors amb vàlvules de camisa són:
- Increment en l'eficiència volumètrica a causa de la gran obertura de les lluernes d'entrada, sir Harry Ricardo va demostrar també una major eficiència mecànica. Un avantatge addicional és la que la grandària de les lluernes admet fàcilment diverses variacions de disseny. Això és important quan el motor funciona en un ampli rang de RPM, ja que la velocitat a la qual l'aire pugui entrar i sortir del cilindre es defineix per la grandària del conducte que condueix al cilindre i varia segons la galleda de les RPM. En altres paraules, a major RPM del motor, normalment cal que les lluernes tinguin una major obertura, alguna cosa que és bastant fàcil d'obtenir amb les vàlvules de camisa corredissa, però difícil en un sistema de vàlvules de seient.

- La vàlvula de camisa única ofereix un bon escombratge dels gasos d'escapament i una turbulència controlada per la barreja aire/combustible entrant; Quan la lluerna d'admissió s'obre, la barreja aire/combustible pot entrar tangencialment al cilindre. Això ajuda a l'escombratge quan s'usa el solapament de les lluernes d'escapament i admissió (veure Encreuament de vàlvules) i cal un ampli rang de rpm, mentre que l'escombratge en el sistema de vàlvules de seient pot diluir la barreja aire/combustible entrant, sent més dependent de la velocitat (confiant principalment en l'ajust de la ressonància del sistema escapi/admissió per mantenir separats les dues columnes de fluids, la de la mescla fresca i la dels gasos cremats). La major llibertat en el disseny de la cambra de combustió (amb unes poques restriccions, a més de la situació de la bugia) implica que el remolí de la barreja combustible/aire en el PMS pot controlar-se més per a permetre una millora en l'encesa i en la propagació de la flama, extrem demostrat per Ricardo, la qual cosa permet almenys una unitat més en la relació de compressió pel que fa al sistema de vàlvules de seient, sense que es produeixi detonació.

- La cambra de combustió que formen les camises al final de la carrera del pistó és ideal per a una combustió de la càrrega completa i lliure de detonació, ja que no ha de bregar amb una cambra de combustió amb forma complexa i una vàlvula d'escapament (de seient) molt calent.

- En el sistema de vàlvules de camisa no hi ha molls, per tant, la potència necessària per accionar les vàlvules es manté constant amb les RPM del motor, la qual cosa permet el funcionament a altes velocitat sense penalitzacions en consum de potència. Un problema amb els motors d'alta velocitat que utilitzen les vàlvules de seient és que a mesura que augmenta la velocitat del motor, deu augmentar també la velocitat a la qual es mouen les vàlvules. Això al seu torn augmenta les càrregues degudes a la inèrcia de la vàlvula, que han d'obrir-se ràpidament, detenir-se, invertir la direcció de moviment, tancar-se i després detenir-se una altra vegada. Les vàlvules grans que permeten un bon flux d'aire tenen una massa considerable i precisen molls forts per superar la inèrcia en l'obertura. En algun punt, el ressort de la vàlvula aconsegueix la seva freqüència de ressonància, produint-se una ona de compressió que oscil·la dins del ressort, que al seu torn fa que en la pràctica aquest moll sigui més feble i, per tant, incapaç de tancar adequadament la vàlvula. Aquesta "flotació de vàlvules" pot acabar que la vàlvula no es tanqui amb la rapidesa necessària seguint el perfil de la lleva, i pot xocar contra la part superior del pistó que està en ascens. A més, en un disseny de vàlvules de corredissa, no fan falta l'arbre de lleves, les varetes d'embranzida, els balancins i els taqués; habitualment les vàlvules de camisa corredissa les mou un sol engranatge connectat al cigonyal. Per a un motor aeronàutic això implica una desitjable reducció en pes i complexitat.

- Un altre avantatge en els primers motors d'automòbil (el motor Knight) era la seva durada. Abans de l'arribada de les gasolines amb plom, els primers motors amb vàlvules de seient @necesitar es rectifiquessin les vàlvules i els seus seients cada 3000 a 8000 km de servei. Les vàlvules de camisa no sofreixen el desgast causat per l'impacte repetit de la vàlvula contra el seu seient, també sofreixen menys acumulació de calor intensa, a causa de la seva major àrea de contacte amb altres grans superfícies de metall. En el motor Knight, en l'ús pràctic l'acumulació de carbonissa va contribuir a millorar l'estanquitat de les vàlvules de camisa, es deia que "milloraven amb l'ús", en contrast amb els motors de vàlvules de seient que perden compressió i potència quan les vàlvules es desgasten. A causa del continu moviment de les camises (tipus Burt-McCollum), els punts de major desgast relacionats amb la mala lubricació en el PMI/PMS desapareixen, augmentant la durada dels cilindres i els segments dels pistons, en els motors d'aviació que van usar aquest sistema, era necessari canviar les camises corredisses sobre les 4.000 h de funcionament, produint-se desgast sobretot en la part superior de la camisa. LJK Setright, en el seu llibre "Some unusual engines", afirma que el temps entre desmuntatges (Overhaul en anglès) per a revisió dels motors Bristol d'aviació amb distribució per camisa corredissa única arribava a les 3.000 hores, inimaginable amb altres tipus de motors alternatius.

- Un altre gran avantatge és el fet que no precisen que les vàlvules estiguin en la culata, permetent així col·locar la bugia en la millor posició per aconseguir un encès més eficient de la barreja aire/combustible. En els motors molt grans, on la velocitat de propagació del front de la flama limita punt la velocitat de gir com la grandària del cilindre, la turbulència induïda per les lluernes i descrita per sir H. Ricardo pot ser un avantatge addicional.

La majoria d'aquests avantatges van ser avaluades i establertes durant la dècada de 1920 per sir Harry Ricardo, possiblement el major defensor del motor amb vàlvules de camisa corredissa. Va reconèixer no obstant això, que algunes d'aquests avantatges van ser significativament superades amb les millores en els combustibles abans i durant la Segona Guerra Mundial, i amb la introducció per a la zona d'escapament de les vàlvules de seient refrigerades per sodi en els motors d'aviació d'alta potència.

### Desavantatges
El principal desavantatge de les vàlvules de camisa és que és difícil aconseguir una estanquitat perfecta. En un motor amb vàlvules de seient, el pistó porta segments (sovint 3, però pot arribar a 8) els quals formen un tancament amb el cos del cilindre. Durant l'estovi del motor (procés que es denomina també com a "rodatge" o "assentat"), qualsevol imperfecció entre un component raspa contra l'altre, resultant en un bon ajust. Aquest tipus d'estovi o rodatge no és possible en un motor amb vàlvules de camisa a causa que el pistó i la camisa es mouen en diferents adreces, i en alguns sistemes fins i tot rotan en diferents adreces, en relació d'un amb l'altre. A diferència d'un motor tradicional, les imperfeccions del pistó no es mouen seguint el mateix "camí" en la camisa. En la dècada de 1940 això no era una preocupació important perquè la vàlvula de seient d'aquest llavors es desgastava més del que ho fan avui dia, de manera que el consum d'oli va ser deficient en tots dos casos.
El problema de consum d'oli associat al motor Knight de doble camisa va ser solucionat amb el sistema de vàlvula Burt-McCollum d'una sola camisa, perfeccionat per Bristol. En el PMS, l'única camisa del sistema trencada en relació al pistó. Això prevé el desgast per problema de lubricació en els límits, com el produït pels segments en els PMI i PMS. El límit del Bristol Hercules va ser establert en 5.000 h amb l'accelerador obert al màxim. Un desavantatge inherent pot ser que el pistó en el seu recorregut tapa parcialment les lluernes, fent més difícil l'intercanvi de gasos durant l'encreuament de vàlvules habitual en els motors ràpids moderns. L'enginyer alemany Max Bentele, que va estudiar un motor d'aviació anglès capturat durant la 2ª GM, trobava poc pràctic que el motor tingués més de 100 engranatges.

## Història

### Charles Yale Knight
En 1901 Knight (un impressor i editor de diaris) va comprar un automòbil Knox de tres rodes amb un motor monocilíndric refredat per aire, però li molestaven les seves sorolloses vàlvules. Va pensar que podia dissenyar un millor motor, i ho va fer, inventant el seu principi de doble camisa en 1904. Recolzat per l'empresari de Chicago L.B. Kilbourne, es van construir diversos motors, seguit per l'automòbil de turisme "Silent Knight" ("Knight silenciós", però "Knight" vol dir cavaller, per la qual cosa també és Cavaller Silenciós) que es va exhibir en l'Exposició de l'Automòbil de Chicago de 1906.
El disseny de Knight tenia dues camises de ferro colat per cilindre, una desplaçant-se dins de l'altra, amb el pistó dins de la camisa interior. Les camises eren operades per bieles petites col·locades en un eix excèntric. Les lluernes estaven calades en les camises en la part superior. El disseny era notablement simple, i les vàlvules de camisa necessitaven poca atenció. No obstant això, era més car de fabricar a causa de la precisió necessària requerida en les superfícies de les camises. També consumia més oli, i era més difícil d'arrencar en temps fred.
A pesar que inicialment no va poder vendre el seu motor Knight als Estats Units, un viatge a Europa va garantir que diverses signatures fabricadores d'automòbils de luxe estiguessin disposades a pagar els seus alts preus. Knight va difondre el seu disseny a Gran Bretanya en 1908. Com a part dels acords per les llicències, s'havia d'incloure 'Knight' en el nom de l'automòbil.
Entre les companyies que van usar la tecnologia de Knight estan Gabriel Voisin (i els seus automòbils Avions Voisin, p. ex. el prototip de carreres "Laboratoire"), Daimler (en el seu "Doble Sis V-12", 1909-1930), Panhard (1911-39), Mercedes (1909-24), Willys (com el Willys-Knight, més l'associat Falcon-Knight), Stearns, Mors, Peugeot i la companyia belga Minerva, una trentena d'empreses en total. Itala també va experimentar amb les vàlvules de camisa.
Al retorn de Knight als Estats Units va aconseguir que algunes empreses utilitzessin el seu disseny, sent la seva marca "Silent Knight" (1905-1907). L'argument de venda era que els seus motors eren més silenciosos que els de vàlvules convencionals. La més coneguda va ser la companyia F.B. Stearns de Cleveland, la qual va vendre un automòbil anomenat Stearns-Knight, i la signatura Willys, que oferia un automòbil denominat Willys-Knight, i va ser el que es va produir en un nombre molt major que qualsevol altre automòbil amb vàlvules de camisa.

### Burt-McCollum
La distribució sistema Burt-McCollum consistia en una sola camisa que combinava el moviment vertical amb un gir parcial. La van patentar amb escassa diferència de temps els enginyers Peter Burt i James McCollum, que les seves palesos van passar a ser propietat de l'empresa escocesa Argyll, que va desenvolupar el concepte en 1909 i va instal·lar un motor d'aquest tipus en un automòbil en 1911. L'empresa escocesa Argyll es va fundar en 1900, amb una inversió de 15.000 lliures, i la imponent fàbrica que es va construir en 1906 els va suposar un desemborsament de 500.000 lliures, però els costos del plet amb els titulars de les patents Knight cap a 1909 es calcula que van ascendir a 50.000 lliures, la qual cosa va posar a l'empresa en seriosos destrets. Piccard-Pictet (Pic-Pic) va construir automòbils amb el sistema de Vàlvula Corredissa amb patent Argyll, i Louis Chevrolet i uns altres van constituir una societat a EUA amb la intenció de produir un automòbil de luxe amb un motor de 6 cilindres en línia i aquest sistema de distribució, Frontenac Motors. El major èxit del sistema de distribució Burt-McCollum va ser en els grans motors aeronàutics de Bristol, i també es va utilitzar en altres motors d'aviació, Napier Sabre i Rolls-Royce Eagle. El sistema de vàlvula simple també solucionava l'alt consum d'oli associat a la camisa doble de Knight, publicacions de l'època atribuïen als automòbils Argyll una economia en despesa d'oli de 1000 mpg -milles per galó imperial- (2,8 l/1000 km), i M. Hewland va assegurar que els seus prototips van arribar a tenir un consum d'oli lubrificant la meitat del dels motors de vàlvules convencionals de la seva època..॥॥
Es van desenvolupar diversos motors d'aviació amb vàlvula de camisa corredissa després de la publicació d'un article fonamental de recerca en 1927, escrit per Harry Ricardo de la RAE. Aquest document descriu els avantatges de la vàlvula de camisa, i suggeria que els motors de vàlvules de seient no eren capaços de superar els 1.500 hp (1.100 kW). Napier i Bristol van començar els seus desenvolupaments de motors amb vàlvules de camisa que van culminar en dues dels motors de pistons alternatius més potents del món, el Napier Sabre i el Bristol Centaurus.
En certa forma, el més potent de tots els motors de vàlvula de camisa (que mai va entrar en producció) va ser el Rolls Royce Crecy, un motor aeronàutic V12 (estranyament amb una V a 90°) de dos temps amb injecció directa, turbocomprimit i 26,1 l de capacitat. Aconseguia una potència específica molt alta, i sorprenentment un molt bon consum específic. En 1945 el motor de proves (l'I65) produïa l'equivalent de 5.000 hp (192 hp al fre per litre) amb injecció d'aigua, encara que el V12 complet probablement tenia una potència inicial nominal propera als 2.500 hp (1.900 kW). Sir Harry Ricardo, que va especificar el disseny i els objectius de disseny, se sentia constantment frustrat durant la guerra amb els esforços de Rolls Royce, i d'acord amb Tizard van acceptar finalment que si no s'assignava en forma específica a un avió, el desenvolupament no rebria l'atenció que mereixia. Hives i Rolls Royce es van centrar el Merlin, el Griffon i el Eagle i més tard en les turbines de Whittle, els qui tenien uns objectius de producció ben definits. El concepte original del 'Spitfire amb esteroides' per un interceptor de ràpid ascens amb un motor Crecy de baix pes, per 1945 s'havia convertit en un avió sense aplicacions. Per evitar haver de pagar drets per les patents de Bristol, Pratt & Whitney va desenvolupar en aquesta època un sistema propi de fabricació i de mecanisme de moviment de les camises-corredissa, que tenia l'avantatge de permetre unes lluernes d'admissió i escapament de major grandària (Pat US 2319546).
Després de la Segona Guerra Mundial la vàlvula de camisa va deixar d'usar-se (una empresa francesa -SNECMA- va produir aquest tipus de motor amb llicència de Bristol, que van instal·lar en l'avió Noratlas, i l'espanyola CASA va muntar motors Bristol amb aquest sistema en algun dels seus avions de transport), després de solucionar-se els problemes anteriors de les vàlvules de seient en estanquitat i desgast amb l'ús de millors materials. Els problemes d'inèrcia en les vàlvules grans es van reduir en usar en el seu lloc diverses vàlvules petites, que proporcionen un major flux amb una menor massa, i la detonació induïda per la vàlvula d'escapament calenta es va mitigar amb la millora en les gasolines i les vàlvules refrigerades per sodi. Fins llavors, la vàlvula de camisa simple superava a la vàlvula de seient en termes de potència específica (Potencia/desplaçament). La dificultat per endurir per nitruració quan es finalitzava la rectificació de la vàlvula de camisa va poder ser un factor de la seva falta d'aplicacions comercials; algun autor apunta que el temps entre desmantellament total -Overhaul Time- per a revisió en els motors d'aviació amb aquest sistema de distribució, de 3.000 hores, i sobretot la durada de la camisa, igual, eren acceptables en aviació, però problemàtics per a altres usos comercials.

## Ús modern
La vàlvula de camisa ha començat a reaparèixer tímidament, a causa dels moderns materials i a les toleràncies molt estrictes que aconsegueix avui l'enginyeria, i a les tècniques de fabricació, que permeten produir vàlvules de camisa amb molt poques pèrdues d'oli. No obstant això, les recerques en motors més avançats es concentren a millorar els dissenys de motors de combustió interna totalment diferents, com el Wankel.
Se sap que Mike Hewland i potser Keith Duckworth (del motor de F1 Cosworth) van experimentar amb un motor de proves monocilíndric amb vàlvula de camisa simple, quan buscaven un substitut pel Cosworth DFV. Ford hauria avaluat aquest tipus de motor cap a 1959, i també ho hauria fet alguna vegada GM. Hewland va afirmar haver obtingut 72 cv (54 kW) en un motor monocilíndric de 500 cc, amb un parell motor de 64,41 Nm (6,56 kgm), capaç de superar les 10.000 rpm i amb un consum específic de combustible en una versió econòmica de 177 g/CV/h i 204 g/CV/ h en la de competició; el motor era capaç de funcionar amb creosota, no precisava lubricació específica per a la camisa, sent suficient el barboteig procedent de la resta, i també refereix que la temperatura màxima mesurada dins del cilindre no va superar els 150 °C, per a una temperatura en la camisa que pensaven que no superava els 140 °C, amb un màxim de 260-270 °C al centre del pistó i uns 240 °C en les vores. La càrrega del pistó era d'uns 4500 G, mentre la de la camisa no arribava a 1 G, per la qual cosa van tenir problemes en el pistó, però no en la camisa, amb un consum d'oli lubrificant de l'ordre de la meitat que el d'un motor de vàlvules convencionals, i van assegurar també que el seu motor no anava a precisar manteniment específic durant tota la vida de l'automòbil, a part de bugies, aigua i canvis d'oli.
Una forma inhabitual de motor de modelisme de quatre temps, que usa un tipus de vàlvula essencialment de camisa, és la sèrie RCV britànica de motors per a modelisme "SP", que empren una camisa de cilindre rotatòria moguda a través d'un engranatge cònic en la part inferior d'aquesta camisa, i el més peculiar és que l'eix de l'hèlix surt del que seria la part superior del cilindre, en l'extrem frontal del motor, obtenint una reducció de 2:1 pel que fa al cigonyal d'orientació vertical.

## Motors de vapor
La vàlvula de camisa ha estat ocasionalment usada en màquines de vapor, per exemple a la classe SR Leader.